# Tetragonodes pectinata
Tetragonodes pectinata là một loài bướm đêm trong họ Geometridae.